# Gaby Hoffmann
Gaby Hoffmann (* 8. ledna 1982 New York) je americká herečka. Pocházela z herecké rodiny, její matkou byla herečka Viva a otcem herec Anthony Herrera. Se svou matkou žila řadu let v hotelu Chelsea. V roce 1993 se odstěhovaly do Los Angeles. Herectví se věnovala již od dětství, od konce osmdesátých let. Hrála například ve filmech Strýček Buck (1989), Muž bez tváře (1993), Samotář v Seattlu (1993), Všichni říkají: Miluji tě (1996) a Veronica Marsová (2014). Jejím dlouholetým přítelem je filmař Chris Dapkins.